# Brauncewell
Brauncewell är en ort i civil parish Cranwell, Brauncewell and Byard's Leap, i distriktet North Kesteven, Storbritannien. Den ligger i grevskapet Lincolnshire och riksdelen England, i den sydöstra delen av landet, 170 km norr om huvudstaden London. Brauncewell var tidigare en civil parish, men uppgick 2011 i Cranwell, Brauncewell and Byard's Leap. Civil parish hade 521 invånare år 2001. Byn nämndes i Domedagsboken (Domesday Book) år 1086, och kallades då Branzewelle.